# Variable cataclysmique

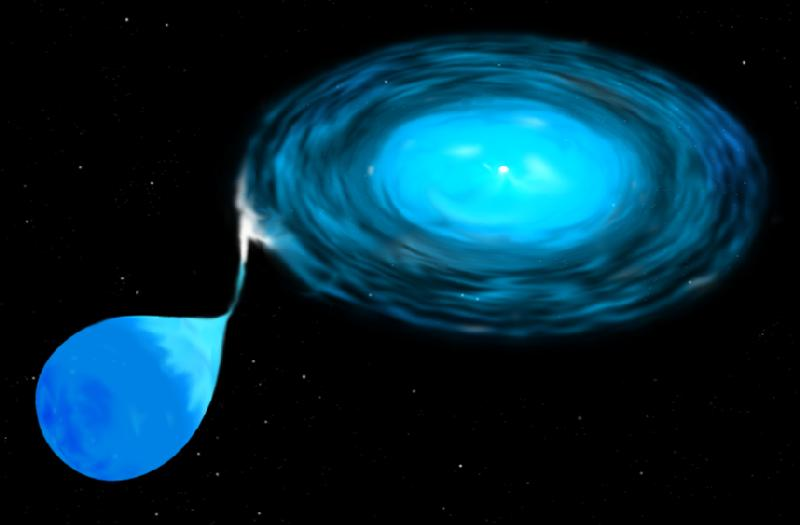
Vue d'artiste d'une variable cataclysmique

Une (étoile) variable cataclysmique (CV en anglais) est un type d'étoile binaire. Elle est constituée de deux étoiles : une primaire naine blanche, et une secondaire (faisant partie de la séquence principale dans la plupart des cas) lui transférant sa masse. On connait actuellement plus de 1600 systèmes CV. Elles ont une période orbitale comprise typiquement entre 80 minutes et 12 heures, bien qu'il y ait une lacune statistique entre 2 et 3 heures dans la distribution des périodes observées.
Ces systèmes sont alimentés par un transfert de masse, et pour que le transfert de masse dure toute la vie du système, l'étoile secondaire doit remplir son lobe de Roche. Celui-ci prend approximativement une forme de larme autour de chaque étoile. La matière à l'intérieur du lobe est liée gravitationnellement à l'étoile et la matière à l'extérieur ne l'est pas. Le volume du lobe de Roche détermine le volume maximum que l'étoile peut occuper. Les lobes de Roche de la primaire et de la secondaire se rencontrent en un point selle appelé point de Lagrange intérieur. À ce point, la matière peut passer entre les deux étoiles de la moins massive à la plus massive. La taille et la forme des lobes de Roche sont déterminées par la distance entre les étoiles et le rapport de masse entre celles-ci.
D'un point de vue observationnel, les variables cataclysmiques sont relativement faciles à découvrir. Ce sont habituellement des objets assez bleus, tandis que la majorité des étoiles sont rouges. La variabilité de ces systèmes est souvent plutôt rapide et forte. De fortes émissions en ultraviolet et même en rayons X et des raies d'émission particulières constituent d'autres propriétés typiques.
Les étoiles sont si proches l'une de l'autre que la gravité de la naine blanche déforme la secondaire, et la naine blanche accrète de la matière de la compagne. Par conséquent, la secondaire est souvent appelée l'étoile donneuse. La matière attirée forme dans la plupart des cas un disque d'accrétion autour de la naine blanche. De fortes émissions UV et X sont souvent générées par le disque d'accrétion. Le disque d'accrétion peut être sujet à une instabilité formant des explosions de nova naine, lorsqu'une partie de la matière du disque tombe sur la naine blanche.
Lors du processus d'accrétion, la matière s'accumule sur la surface de la naine blanche. Habituellement l'étoile donneuse est riche en hydrogène. Dans beaucoup de cas, la densité et la température à la base de la couche d'hydrogène accumulée finissent par s'élever suffisamment pour déclencher des réactions de fusion nucléaire. Les réactions brûlent l'essentiel de la couche d'hydrogène en hélium rapidement. Ceci est vu comme une explosion de nova. Les parties externes de la couche d'hydrogène et une partie des produits de fusion sont éjectés dans l'espace interstellaire. Si le processus d'accrétion dure assez longtemps pour amener la naine blanche à la limite de Chandrasekhar, la densité interne croissante peut allumer la fusion brutale du carbone et provoquer une explosion en supernova de type Ia, qui détruit complètement la naine blanche.
Les variables cataclysmiques sont subdivisées en plusieurs groupes plus petits, souvent nommés d'après une étoile prototype brillante caractéristique du type. Les types, qui peuvent se chevaucher, comprennent SS Cygni, U Geminorum, Z Camelopardalis, SU Ursae Majoris, AM Herculis, DQ Herculis, VY Sculptoris, AM Canum Venaticorum et SW Sextantis.
Dans certains cas, le champ magnétique de la naine blanche est assez puissant pour perturber le disque d'accrétion interne ou même empêcher la formation du disque. Les systèmes magnétiques présentent souvent une polarisation forte et variable dans le domaine visible, et sont donc parfois appelés polaires intermédiaires (dans le cas d'un disque partiellement détruit) ou polaires (dans le cas d'une formation de disque empêchée). Comme signalé plus haut, les types d'étoiles variables sont ordinairement nommés d'après une étoile prototype bien connue. Les polaires intermédiaires et les polaires sont parfois appelées respectivement, étoiles de type DQ Herculis et étoiles de type AM Herculis.